# Dionís Trullàs i Pujades
Dionís Trullàs i Pujades   (Sant Andreu de Palomar, 1847 - Centelles, 13 d'agost de 1896) fou un pianista, compositor i concertista català, actiu alguns anys a Llatinoamèrica.

## Biografia
Fou fill de Josep Trullàs, propietari de Caldes de Montbui, i Josepa Pujadas. Va ser escolà de Montserrat i deixeble de Nicolau Manent (Maó, Menorca, 1827- Barcelona, 1887), que fou organista, mestre de capella, director i compositor de sarsueles.
El 1870, juntament amb Paulí Blanch (Reus, segle xix - Barcelona post 1891) il·lusionista i concertista de copòleg català i un tal Aguiló, que tocava la corneta, van actuar a Rosario i a Buenos Aires, presentant un espectacle combinat que va tenir un cert èxit. Aguiló va marxar del grup i els dos companys van fer espectacles juntament amb una companyia de sarsuela. Al cap de poc temps, repetiren les actuacions a Montevideo. Trullàs es va establir després com a concertista a Rosario.
Quan va morir el seu pare, Dionís va decidir tornar a Catalunya i va establir un negoci d'ultramarins colonials i bacallà al carrer del Rec, 43 de Barcelona, propo del Mercat del Born. Es va casar amb Josepa Calvet i Nava (†1932) i es va afillar la filla de la seva germana Teresa, que ja tenia cinc fills. Aquesta era Carme Civil i Trullàs, que es casà amb l'indià Jaume Aimar i Carbonell (Gavà, 1841- Barcelona, 1906), amic de Trullàs.
Va morir a Centelles el 13 d'agost de 1896 i fou enterrat al Cementiri de Montjuïc de Barcelona.

## Obres
- La Campana
- Marxa fúnebre dedicada al general Urquiza
- Lo vano de la Roseta, sarsuela en un acte y en vers (lletra de Narcís Campany) estrenada al Teatre Novedades de Barcelona el 30 de març de 1876 (Barcelona, Arxiu Central Lírich-Dramátich de Rafel Ribas, 1876. Ubi: BNC: 83-8-1890 i A-33,8)
- Don Quijote en Aragón: boceto lírico en un acto y siete cuadros, inspirado en la inmortal novela de Cervantes